# Crivac
Crivac falu Muć községben Horvátországban Split-Dalmácia megyében. 

## Fekvése
Split központjától légvonalban 29, közúton 48 km-re északra, községközpontjától légvonalban 10, közúton 14 km-re északnyugatra, a Dalmát Zagora központi részén, a Moseć és a Svilaja hegységek között, a Crivac-hegy déli lejtőin, az 56-os számú főúttól északra, a megyehatárnál fekszik. 

## Története
A település egy itt honos növénynévből. Az ikavi (más néven „déli-ča”) nyelvjárásban crijevacnak nevezett, a szegfűfélék családjába tartozó csillaghúr növényről kapta a nevét.  Ennek leggyakoribb képviselője a tyúkhúr (Stellaria media) Magyarországon is ismert. Crivac első említése 1470-ből, a Klisszai szandzsák defteréből ismert. 1604-ben „Crivče” néven szerepel a török összeírásban 13 családdal. 1685 körül szabadult fel a török uralom alól. Ezt követően a ferencesek Boszniából és Hercegovinából érkezett katolikusokkal telepítették be. Az 1711-ben összeállított első velencei kataszterben lakossága még a Pribude név alatt szerepel. 1797-ben a Velencei Köztársaság megszűnésével a település a Habsburg Birodalom része lett. 1806-ban Napóleon csapatai foglalták el és 1813-ig francia uralom alatt állt. Napóleon bukása után ismét Habsburg uralom következett, mely az első világháború végéig tartott. A település eredetileg egyházilag az ogorjei plébániához tartozott, melytől 1882-ben szakadt el és a zlopoljei plébánia része lett. 1982-ben megalapították az önálló crivac-ramljanei plébániát, melynek itt van a központja. A falunak 1857-ben 438, 1910-ben 590 lakosa volt. Az I. világháború után rövid ideig az Olasz Királyság, ezután a Szerb-Horvát-Szlovén Királyság, majd Jugoszlávia része lett. A második világháború idején olasz csapatok szállták meg. A háború után a település a szocialista Jugoszlávia része lett. 1991-től a független Horvátországhoz tartozik. Lakossága 2011-ben 310 fő volt.

## Lakosság
| Lakosság változása | Lakosság változása | Lakosság változása | Lakosság változása | Lakosság változása | Lakosság változása | Lakosság változása | Lakosság változása | Lakosság változása | Lakosság változása | Lakosság változása | Lakosság változása | Lakosság változása | Lakosság változása | Lakosság változása | Lakosság változása |
| ------------------ | ------------------ | ------------------ | ------------------ | ------------------ | ------------------ | ------------------ | ------------------ | ------------------ | ------------------ | ------------------ | ------------------ | ------------------ | ------------------ | ------------------ | ------------------ |
| 1857               | 1869               | 1880               | 1890               | 1900               | 1910               | 1921               | 1931               | 1948               | 1953               | 1961               | 1971               | 1981               | 1991               | 2001               | 2011               |
| 438                | 439                | 487                | 495                | 592                | 590                | 580                | 674                | 648                | 618                | 587                | 643                | 609                | 472                | 411                | 310                |

## Nevezetességei
- Szent Márk evangélista tiszteletére szentelt plébániatemplomát, amint az a bejárat felett is olvasható „Isten, Szűz Mária és Szent Márk dicsőségére a crivaciak segítségével és Ivan Danil vezetésével 1893-ban építették.” A homlokzat feletti harangtoronyban két harang található. A márvány főoltár 1916-ban készült, rajta Szent Márk tiroli faragású szobrával. A két mellékoltáron A Rózsafüzér királynője és Páduai Szent Antal szobra állt. Ezeket az 1964-es felújítás idején a hajó oldalfalában kialakított fülkékbe helyezték át. A templomnak két fából faragott feszülete és egy ezüst körmeneti keresztje is van. Az épület utolsó felújítása 1988-ban történt. Körülötte temető fekszik.[3]
- A régi Szent Márk templom a mai templomtól valamivel keletebbre állt és közvetlenül a török előli felszabadítás után építették. 1721-ben rozzant állapotban volt, de 1757-ben megújították és bővítették. Ekkor építették harangtornyát is. [3]
- Az út mellett még egy kis Szent Antal kápolna is áll.